# Stygioides aethiops
Stygioides aethiops is een vlinder uit de familie van de houtboorders (Cossidae). De wetenschappelijke naam van deze soort is voor het eerst voorgesteld als Stygia aethiops door Otto Staudinger in een publicatie uit 1887.
De soort komt voor in Oezbekistan.